# Industria del gas en España
La industria del gas en España empezó su desarrollo en Barcelona desde 1841, siendo la Sociedad Catalana para el Alumbrado de Gas la primera empresa que lo suministró de manera continuada. En Europa, Gran Bretaña fue la gran pionera desde inicios del siglo XIX.
El capital extranjero, sobre todo el francés y el británico, tuvo un papel importante en la implantación del gas en España durante el siglo XIX, con la excepción de Cataluña, territorio en el que el capital autóctono resultó crucial. Lo mismo sucedió desde el punto de vista tecnológico.
A principios del siglo XX, el desarrollo del gas en España era limitado, lo que favoreció la extensión de la electricidad, un competidor destacado que logró hacerse con la mayor parte del mercado del alumbrado después de la Primera Guerra Mundial. Desde los inicios del siglo XX, sobre todo tras la Primera Guerra Mundial, la inversión extranjera retornó a sus países de origen, de modo que a mediados de los años 1920 su presencia era muy reducida.
Durante los conflictos bélicos que ha sufrido España, de manera directa -Guerra Civil - o indirecta -Guerras Mundiales- la actividad gasística sufrió una crisis profunda.

## Los Orígenes:sigloXIX
La iluminación a gas fue una de las innovaciones tecnológicas más importantes de finales del siglo XVIII y principios del siglo XIX, y desempeñó un papel fundamental en el desarrollo de las ciudades modernas.
La tecnología del gas producido con diferentes materias primas empezó a desarrollarse en Gran Bretaña  y Francia  a finales del siglo XVIII. En sus inicios desempeñaron un papel fundamental el francés Philippe Lebon (1767-1804), los británicos William Murdock (1754-1839)  y Samuel Glegg (1781-1861)  y el alemán Frederick Albrecht Winzer (1763-1830).
En 1792, el ingeniero escocés William Murdock, empleado en Boulton & Watt, realizó los primeros ensayos exitosos para iluminar su propia casa utilizando gas. Este avance marcó el inicio de la experimentación con la iluminación a gas como una alternativa a las fuentes tradicionales, como las velas o lámparas de aceite.
Posteriormente, en 1799, el ingeniero y químico francés Philippe Lebon patentó en Francia un dispositivo conocido como la "termolámpara de gas". Sin embargo, a pesar de su invención, Lebon no tuvo éxito en transformar su dispositivo en un negocio viable, y su proyecto no prosperó comercialmente.
Uno de los pioneros más destacados en la comercialización del alumbrado a gas fue Frederick Albrecht Winzer, quien, tras mudarse a Reino Unido, adoptó el nombre de Frederick Albert Winsor. Inspirado por la termolámpara de Lebon, Winsor diseñó su propio dispositivo para la iluminación a gas. A diferencia de Lebon, Winsor poseía una clara visión empresarial para su invento. En 1807, fundó la National Light and Heat Company, con el objetivo de proporcionar iluminación a gas en toda la ciudad.
Paralelamente, William Murdock continuó con sus experimentos y, junto con James Glegg, consiguió iluminar una fábrica en Londres mediante el suministro de luz de gas, demostrando el potencial del sistema para aplicaciones industriales.
En Gran Bretaña pronto se impuso la generación del gas con carbón mineral, mientras que en el resto del continente, sobre todo en Alemania  y Francia, se hizo hincapié en producirlo con otras materias primeras, principalmente madera. En España también se emplearon otras materias primas diferentes. Finalmente, en Europa dominó el elaborado con carbón. Este fue el principal combustible utilizado por la industria gasista europea hasta la Segunda Guerra Mundial. Por el contrario, en Estados Unidos, dada su disponibilidad de gas natural, se recurrió a esta energía para vender gas desde principios del siglo XIX.
El gas presentaba diversas ventajas comparado con los sistemas tradicionales de alumbrado por gas -velas, aceites etc.-, cuyo suministro tenía que reponerse de manera manual y solía interrumpirse con la luna llena. Por el contrario, el gas, al distribuirse mediante tuberías, podía servirse de manera continuada. Esta característica permitió extender el horario laboral y de ocio y, con ello, se puso fin al ritmo de vida condicionado por la luz solar. A su vez, posibilitó aumentar la productividad en la industria y el comercio. Además, los motores de gas reemplazaron a la máquina de vapor en los cascos urbanos, dado que eran menos ruidosos y peligrosos. Por último, los ayuntamientos, los gobiernos y la Corona asociaron el gas con la modernidad y el bienestar y, por tanto, con la felicidad.
Los fabricantes de equipamiento y las empresas gasistas hicieron lo propio en sus estrategias comerciales y publicitarias. En dichas estrategias utilizaron diversos soportes publicitarios, tales como almanaques, calendarios, catálogos, carteles, folletos, guías del consumidor, libros de cocina y economía doméstica, prensa especializada y generalista, cursos de cocina, tiendas de exposición, etc., en los que presentaban las ventajas del gas y apreciaciones negativas sobre otras energías, en especial el carbón y la electricidad. Entre las prestaciones de las cocinas de gas señalaban su fácil manejo, ahorro de tiempo, limpieza y la mejor elaboración de los alimentos. Y entre las estrategias, por ejemplo, ofrecían gratuitamente o a precio rebajado hornos y asesoramiento en el hogar para dar a conocer su funcionamiento. Un mensaje que fue dirigido preferentemente a las mujeres, al menos hasta los años 1970
En España, los primeros ensayos de luz por gas tuvieron lugar en Cádiz y Granada, en 1807. En 1817 Cristóbal Llopis, maestro hojalatero, probó un aparato que generaba luz de gas en Alcoy. En 1826 José Roura y Estrada  iluminó un aula de la Casa Lonja del Mar  de la Real Junta Particular de Comercio de Barcelona. En Madrid  y en 1832, este hizo lo mismo con motivo del natalicio de la hija de Fernando VII, la infanta María Luisa. Hasta el año 1841, sólo contaban con alumbrado por gas la Casa Lonja de Barcelona y el Palacio Real de Madrid.
En Europa la primera empresa que proveyó gas con la intención de suministrarlo al mayor número posible de clientes fue Gas Light and Coke Company en Londres en 1812. Así empezó la historia de la industria del gas propiamente dicha. Su difusión en Gran Bretaña fue rápida. En 1846 todos los municipios con más de 2.000 habitantes disponían de él.
En el resto del continente comenzó a llegar el alumbrado de gas desde finales de los 1810, en Francia y Bélgica. En los años 1820 a Alemania. Y en los 1830 a Italia  y Austria.
En los 1840-1850 empezó a difundirse a ciudades de Suiza, el Imperio austrohúngaro, escandinavas, italianas, portuguesas españolas y balcánicas. En los países escandinavos, Suiza y Alemania, las localidades demográficamente pequeñas y medianas disfrutaron de gas desde los 1860. En España, Italia, el Imperio austrohúngaro y Portugal  hasta esa década solo llegó a las mayores urbes. Y en los países balcánicos comenzó a tener un mayor desarrollo desde 1914.
En 1861 había en España 25 factorías de gas que proveían al mismo número de municipios, casi el 50% de ellas en Cataluña, el 12% en Andalucía y las restantes en territorios costeros, con las excepciones de Madrid, Pamplona y Valladolid. Mientras que en España el umbral mínimo para que una población dispusiese de gas fue de 13.586 habitantes, en Cataluña se cifró en 9.819 habitantes.
En 1901 el consumo de gas per cápita de gas se acercaba a los 57 metros cúbicos por habitante, lejos de los 186 de 9 ciudades inglesas. Esta divergencia se debía al atraso de la industria del gas en España, que empezó su andadura en 1842, treinta años después que la pionera en Europa, la británica. También por culpa de los elevados precios el gas, que subieron en los inicios del siglo XX, debido al aumento del coste de las empresas de gas, provocado por la caída de la cotización de la peseta que encareció el coste del carbón extranjero. Ahora bien, el principal factor a considerar sería el bajo poder adquisitivo de los españoles.
El número de fábricas disminuyó durante el primer tercio del siglo XX: 81 en 1901, 67 en 1917 y 49 en 1934. Este decrecimiento también se reflejó en el número de localidades con gas, que en los mismos años fue de 72, 63 y 48, respectivamente.

## Las empresas de gas en España
En España, al igual que en Italia (durante el siglo XIX) y Francia, los ayuntamientos no prestaron directamente el servicio de gas, ya que recurrieron a compañías privadas. Las excepciones a esta pauta general fueron Bilbao  (1885), San Sebastián (1889)  y Madrid (1917-1922). Por el contrario, en otros países europeos como, por ejemplo, Alemania y Reino Unido, tuvieron más presencia las empresas municipales. En España la preeminencia de las sociedades privadas se debió a un marco legal que era poco propicio a las empresas de carácter municipal y a que, cuando se implantó el suministro de gas, los ayuntamientos carecían de los medios económicos y humanos para gestionar directamente el servicio. Hubo que esperar a 1924 para que el Estatuto Municipal aprobado ese año admitiese que los consistorios municipalizasen servicios y considerasen al de gas como público.
Barcelona fue la ciudad en la que por primera vez se dispuso de gas en España de manera regular desde 1841. Lo hizo a través de la Sociedad Catalana para el Alumbrado de Gas (La Catalana), fundada en 1842 por Charles Lebon  y capitalistas catalanes, entre ellos la familia Gil. Poco después, en 1844, Lebon lo llevó a Valencia, mediante la Sociedad Valenciana para el Alumbrado de Valencia. A Cádiz, en 1845, Lebon, Grafton y Goldsmidt. En 1846, a Madrid la Compañía General Peninsular y la Sociedad Madrileña para el Alumbrado de Gas. En 1852, Luis Gossé a Málaga y Manby y Wilson a Santander. Y, en 1853, York & Co a Sevilla.
La inversión extranjera tuvo un papel destacado en los orígenes y la extensión del gas en España, sobresaliendo el capital francés; también lo hubo británico, belga, holandés, suizo y estadounidense. El dominio del capital foráneo se debió a la falta de experiencia sobre cómo financiar una industria novedosa como la del gas, que precisaba de grandes inversiones. Y a que cuando comenzó a implantarse, a principios de los años 1840, no había un sistema de bancos y cajas de ahorro moderno en España. Mientras que en otros países europeos, sobre todo Gran Bretaña y Francia, disponían de capitales para invertir en el exterior. Además, el capital extranjero que tuvo actividad en España presentaba propósitos diversos, no sólo el financiero, también la construcción de fábricas de gas y la venta de equipamiento gasístico.
En cuanto a la inversión foránea gala, descolló la de Lebon et Cie, gasista creada en 1847 por el mencionado Charles Lebon, nacido en la localidad francesa de Dieppe, quien introdujo el gas en su país, España, Egipto  y Argelia. En España suministró gas a 10 municipios.
En 1846, los británicos Edward Oliver Manby (1816-1869) y William Partington (1811-1908)  constituyeron la Sociedad Madrileña para el Alumbrado de Gas. Poco después, en 1848, la abandonaron, y, promovieron la Empresa General Peninsular de Alumbrado, con la finalidad de difundir el gas en España, también para producir artefactos de hierro y conducciones y, por tanto, para suministrar equipamiento a sus factorías de gas. Esta sociedad, tras atravesar graves dificultades derivadas del cambio de ciclo económico, el sobreesfuerzo y los problemas para comprar carbón a buen precio, fue liquidada en 1856, siendo adjudicada a Gregorio L. de Mollinedo, quien la cedió al Crédito Mobiliario Español, también de capital francés, fundado por los hermanos Émile (1800-1875) e Isaac (1806-1875) Pereire. Poco después, Crédito Mobiliario Español se hizo con la Compañía Madrileña de Alumbrado y Calefacción por Gas.
Otra empresa relevante fue la Compañía General de Crédito, impulsada por el francés Alfred Prost. En 1859 poseía las contratas de alumbrado por gas de 7 localidades españolas; también se dedicó al ferrocarril, minas y seguros. En 1864 quebró. Sus activos pasaron a la Sociedad Holandesa para la Explotación de las Fábricas de Gas de España y, desde esta, a la Compañía Madrileña de Alumbrado y Calefacción por Gas, que estaba en manos del Crédito Mobiliario Español.
Desde inicios del siglo XX, el gobierno español puso obstáculos crecientes al capital extranjero, mediante una fuerte imposición fiscal sobre las gasistas de fuera e impidiéndoles que pudiesen participar del negocio hidroeléctrico. El contexto se tornó más desfavorable durante la primera mitad de los 1920. A comienzos de esa década la mayoría de las contratas de iluminación pública por gas terminaban su vigencia. El Estatuto de 1924 permitió la municipalización y el gobierno estableció que las compañías de gas no podían aumentar las tarifas sin permiso administrativo. Además, los ingresos de las empresas de gas extranjeras no eran cuantiosos, aunque no tenían pérdidas. Por todo ello, a comienzos de esa década, Lebon et Cie y la Compañía Madrileña de Alumbrado y Calefacción por Gas, entre otras gasistas foráneas, transfirieron sus activos a capital español, siendo reemplazadas por la Compañía Española de Gas y Gas Madrid respectivamente. En 1935 sólo había en España una sociedad de gas controlada por capital foráneo, en concreto estadounidense, responsable del servicio de gas en Santa Cruz de Tenerife
A principios del siglo XX operaban en España 52 empresas de gas, que lo vendían a 70 municipios; si bien más del 80% eran españolas, el grueso de la actividad gasista estaba en manos de las compañías extranjeras. En las décadas interseculares las compañías de gas afrontaron con relativo éxito la competencia de la termoelectricidad, desplegando principalmente cuatro estrategias: 1. Entablaron pleitos con los ayuntamientos para defender el monopolio del suministro; 2. Incorporaron mejoras tecnológicas en la fabricación y aparatos de gas; Bajaron los precios para arruinar a las eléctricas; y 3. También se dedicaron al negocio de la electricidad.
Desde principios del siglo XX, las empresas de gas en el mercado del alumbrado no pudieron resistir la competencia provocada por una bajada del precio del fluido eléctrico, ocasionada por la creación de eléctricas de mayor tamaño -principalmente hidroeléctricas- y la madurez tecnológica en ese sector, que se manifestó, por ejemplo, en la transmisión de electricidad a grandes distancias. Las dificultades que atravesaron las sociedades de gas durante la Primera Guerra Mundial para surtirse de un carbón que escaseó y se encareció desproporcionadamente supusieron el punto de inflexión para que las eléctricas se impusiesen a las gasistas en el ámbito de la iluminación. Desde entonces, las compañías de gas optaron por diversificar su clientela, en favor de la industria y los hogares.
Dicha problemática y la política contraria de los gobiernos españoles hacia el capital extranjero intensificaron un proceso que venía produciéndose desde comienzos de la centuria, de españolización y concentración empresarial de las empresas de gas. Así, el número de estas fue de 52, 33 y 33 en 1913, 1919 y 1935 respectivamente. A mediados de los 1930 varias de esas sociedades formaban parte de Catalana de Gas y Electricidad y los grupos empresariales de la Banca Arnús-Garí y el Banco Pastor.
Entre 1936 y 1958 el gas manufacturado, generado principalmente con carbón, declinó progresivamente. Las compañías de gas experimentaron grandes dificultades durante la guerra civil española, en mayor medida las localizadas en la zona republicana. Al finalizar el conflicto su situación no mejoró significativamente debido a la Segunda Guerra Mundial, que complicó la llegada de carbón del exterior, la decisión de las autoridades de priorizar su reparto en favor de actividades consideradas estratégicas en perjuicio de las fábricas de gas y la política económica autárquica de la Dictadura franquista. Además, hubo incrementos de salarios y el gobierno limitó las subidas de las tarifas del gas. Por tanto, las gasistas tuvieron impedimentos para aumentar sus ingresos, mientras que sus gastos crecían, lo que perjudicó sus cuentas de resultados.
Todo ello explica la reducción del número de factorías de gas, que pasó de 52 en 1940 a 30 en 1971. A principios de los años 1970, tres grandes empresas dominaban el mercado del gas distribuido mediante tuberías: Catalana de Gas y Electricidad, Gas Madrid y Compañía Española de Gas -antigua Compañía Española de Gas y Electricidad Lebon.
Entre 1958 y 1975 el gas manufacturado experimentó grandes transformaciones derivadas de la competencia de los gases licuados del petróleo  y el inicio de la sustitución del gas de carbón por el de hidrocarburos y el gas natural. Catalana de Gas y Electricidad protagonizó la incorporación del gas natural, de ahí que en 1969 cambiase su denominación por la de Gas Natural. Ese mismo año puso en funcionamiento la primera planta de regasificación del país. Además, continuó el proceso de concentración empresarial que esa sociedad lideró, marcando un hito el control que ejerció sobre la Compañía Española de Gas desde 1965.
El comienzo de la competencia real de los gases licuados del petróleo se sitúa en 1949, año en el que el gobierno fundó una empresa mixta, Refinería de Petróleos de Escombreras S. A. (REPESA), propietaria de una primera refinería en el municipio murciano de Escombreras. El butano era un gas residual de esa refinería, cuya producción quedó en manos de Butano S. A. (1957), participada al 50% por REPESA y la Compañía Arrendataria del Monopolio de Petróleos (CAMPSA), constituida en 1927. Lo empezó a fabricar en 1958. En sus inicios no parece que el gas embotellado tuviese gran desarrollo en las zonas que disponían de tuberías de gas canalizado, aunque sí que generó incertidumbre sobre las inversiones que requería la extensión del territorio servido con gas manufacturado.
La competencia para las compañías de gas manufacturado también llegó desde el gobierno, ya que este fundó la Empresa Nacional de Gas (ENAGAS), con todo su capital proveniente del Instituto Nacional de Industria. En 1975, ENAGAS compró la planta de regasificación de Gas Natural. A fines de esa década, Gas Natural y Gas Figueres S. A. eran las únicas que distribuían gas natural en España a 55 localidades. Su aprovisionamiento, regasificación y transporte estaban controlados por ENAGAS.
Las crisis del petróleo de los años 1970 provocaron dificultades de financiación para las gasistas. Su estrategia empresarial consistió en concentrarse en el gas y desprenderse de su participación en otras actividades industriales, incluida la electricidad.
En 1985 el gobierno y las sociedades de gas suscribieron el Protocolo de Intenciones para el desarrollo del gas en España, que fijó un nuevo marco jurídico para el sector gasista, con la finalidad de difundir el gas natural. La incorporación de España a la Comunidad Económica Europea en 1986 conllevó el comienzo de una etapa de liberalización del mercado energético, para lo que favoreció el acceso de terceros a las redes de gas, proceso que continúa hoy en día. Esta liberalización trajo consigo el fin del monopolio petrolífero de CAMPSA, que supuso la fundación de nuevas empresas, como Repsol (1987). Para afrontar esta nueva etapa se intensificó la concentración empresarial, mediante la constitución de Gas Natural SDG en 1991, con base en la absorción de Gas Madrid por Gas Natural.
Poco después, en 1992, Gas Natural SDG -hoy en día Naturgy - comenzó su expansión por Latinoamérica y, en 1993, ENAGAS fue privatizada, el 93% de su capital pasó a Gas Natural SDG.
Hasta mediados del siglo XX, la alta gestión de las compañías de gas que operaron en España solía estar en manos de ingenieros. Casi todos los directores de las fábricas de gas tuvieron formación universitaria, predominando la de ingeniería. En los primeros años de la industria del gas la contribución de los ingenieros extranjeros, especialmente franceses y británicos, resultó vital. Esto fue debido a la falta de personal cualificado español. Así sucedió con William Richard, William Partington, los Manby, los propietarios de Lebon et Cie, etc. Desde finales de los 1850 empezaron a ser reemplazados por ingenieros autóctonos. De estos, cabe mencionar por su relevancia, a Claudio Gil, Melitón Martín de Arranz  y Pablo Yvern, etc. Ahora bien, los foráneos continuaron teniendo una presencia importante hasta la primera mitad de los 1920.
Los ingenieros del gas habitualmente participaron en otras actividades económicas, tales como ferrocarril, seguros, siderometalurgia, minas, etc.
El colectivo de ingenieros, especialmente los foráneos, desempeñó un papel clave en la circulación de conocimiento y de tecnología, esta procedente principalmente de sus países de origen. Lo hicieron también mediante la lectura y autoría en prensa especializada del sector, así como con su presencia en los congresos del gas y exposiciones universales y específicas del sector gasista, viajes y pertenencia a asociaciones del gas de referencia en Europa. De las revistas del gas, las de mayor influencia en la Europa continental fueron Le Gaz Journal y Journal des Usines à Gaz, constituidas en 1857 y 1877 respectivamente. Y, en el mismo territorio, destacó la Société Française de l’industrie du gaz, fundada en 1868, y, sobre todo, su sucesora, Société Technique de l’industrie du gaz, creada en 1874, hoy en día denominada L'Association technique du gaz. En España, la única publicación especializada sobre gas, aunque no dedicada exclusivamente a este producto, fue La Turbina, publicada entre 1927 y 1933, convertida en el órgano de expresión de la Federación de Obreros de la Industria del gas, Electricidad y Similares de España.

## Las crisis del gas
La industria del gas en España ha tenido que enfrentarse a periodos críticos, derivados de conflictos bélicos, como los de las guerras mundiales y la Guerra Civil.

### La Primera Guerra Mundial
Durante la Primera Guerra Mundial la industria gasista sufrió una crisis sin precedentes. Desde la década de 1980 la electricidad apareció con poder competitivo en el mercado energético, ganando paulatina, pero progresivamente cuota de mercado en materia de iluminación. En 1914, la electricidad había superado muchas de las restricciones técnicas que lastraban su desarrollo, como el transporte a larga distancia o su divisibilidad. Además, el inicio de la guerra dañó el mercado del carbón, pues las reservas nacionales fueron destinadas a usos bélicos y su transporte se vio dificultado por la guerra submarina. 
En España, las reservas de carbón nacionales eran de baja calidad y su producción insuficiente para satisfacer la demanda interna, provocando ello un incremento del coste de la materia prima del gas y su escasez, lo que llevó al aumento del coste del gas vendido, una bajada en la rentabilidad de las fábricas, e incluso, el cierre o municipalización de ellas.

### La Guerra Civil
Al comenzar la Guerra Civil los activos del sector gasista quedaron divididos, más de dos tercios en la zona republicana. A fines de 1937 no llegaban al 41%. En marzo de 1939 todos estaban ya en territorio rebelde. Y, a nivel de empresas, dicha división afectó a las más importantes, como Catalana de Gas y Electricidad, la Compañía Española de Gas y Electricidad Lebon y Gas Madrid. Esto tuvo consecuencias especialmente negativas en la zona leal a la República, sobre todo en Cataluña, región en la que los obreros se resistieron al control por parte del gobierno central y de la Generalitat.
La producción de gas retrocedió durante el conflicto bélico en todo el país. Si tomamos como referencia 1935, el año anterior al estallido del mismo, en 1936 disminuyó el 6,1%, en 1937 el 28,8%, en 1938 el 24,8% y en 1939 el 11%. Una caída de la fabricación que fue más intensa en la zona republicana, debido a grandes dificultades en el suministro de carbón y en la gestión de las empresas que operaban en ese territorio, porque sus órganos de gestión fueron sustituidos al inicio de la guerra. Prueba de ello es lo sucedido en la fábrica de gas de Madrid, que estuvo en territorio republicano todo el conflicto, y en la que, en comparación con 1935, en 1936, 1937, 1938 y 1939, la generación de gas fue un 17,3%, 68,8%, 62,9% y 36,9% inferior. Por el contrario, en la zona rebelde la tónica dominante fue una mejora en la provisión de carbón de las compañías de gas conforme la guerra se prolongó, lo que repercutió en un mejor comportamiento de la producción de gas.
El consumo de gas también decreció en Madrid con mayor intensidad. La mayor caída tuvo lugar en 1937, con un consumo total de metros cúbicos un 79,9% inferior al de 1935. Mientras que en España fue 33,6% menor que el de 1935, respecto de este año, en 1938 y 1938 fue un 28,8% y un 13,4% menor respectivamente.
La calidad del gas se vio seriamente afectada como consecuencia de que las gasistas añadieron agua al gas y utilizaron materias primas sustitutivas del carbón, con el consiguiente menor poder calorífico del gas. También por los daños en la infraestructura gasística, derivados de las operaciones bélicas y las complicaciones para mantenerlas en buen estado, por falta de materiales para ello.

### La Segunda Guerra Mundial
Durante la Segunda Guerra Mundial, la industria del gas en España atravesó años difíciles, como consecuencia de la salida de una guerra civil, el contexto bélico y la política autárquica de la Dictadura franquista en la postguerra. El mayor suministrador de carbón extranjero, que tradicionalmente había sido Gran Bretaña, dejó de serlo, por el primer bloqueo acordado contra el gobierno vencedor de la guerra civil española y por el marasmo en el sistema de transporte a nivel mundial. Además, las cantidades de carbón recibidas por las empresas de gas se vieron reducidas como consecuencia de los obstáculos que el gobierno español puso a su importación y porque dio prioridad a los ferrocarriles en la provisión de este combustible. Ello forzó a las compañías de gas a comprar carbón asturiano, menos adecuado que el británico para generar gas, o bien a producirlo con otras materias primas -orujo, leña, etc.-, que perjudicaban a la infraestructura gasística y generaban un gas con menor poder calorífico, que se desplomó hasta 3.500 calorías/metro cúbico.
El resultado de toda esta problemática fue el descenso del consumo de carbón por parte de la industria del gas del país. Si tomamos el año 1935 -en el que se utilizaron 423.637 toneladas- como referencia, el último con normalidad antes del estallido de la Guerra Civil, en 1939, 1940, 1941, 1942, 1943, 1944 y 1944 fueron 362.219, 404.752, 223.335, 251.494, 283.489, 284.289 y 261.390 toneladas respectivamente. El peor año fue el de 1941, casi la mitad que en 1935. El menor empleo de carbón ocasionó una merma considerable de la fabricación de coque, el principal subproducto generado en el proceso de destilación del carbón para producir gas, y de cuya venta las gasistas obtenían cuantiosos ingresos.
La caída en el consumo de carbón y las dificultades para obtenerlo ocasionaron bruscas alzas y caídas de la fabricación de gas que, expresada en miles de metros cúbicos, evolucionó como sigue: 189.047 (1935), 142.183 (1938), 168.196 (1939), 205.926 (1940), 118.742 (1941), 157.226 (1942), 179.589 (1943), 198.199 (1944) y 189.322 (1945).